# Natação no Campeonato Mundial de Esportes Aquáticos de 2022 - 4x100 m medley misto
A prova do revezamento 4x100 metros medley misto da natação no Campeonato Mundial de Esportes Aquáticos de 2022 ocorreu no dia 21 de junho, em Budapeste, na Hungria.

## Recordes
Antes desta competição, os recordes mundiais e do campeonato nesta prova eram os seguintes:
| Tipo                  | Atleta         | Tempo     | Local     | Data                |
| --------------------- | -------------- | --------- | --------- | ------------------- |
|                       | Reino Unido    | 3m 37s 58 | Tóquio    | 31 de julho de 2021 |
| Recorde do campeonato | Estados Unidos | 3m 38s 56 | Budapeste | 26 de julho de 2017 |

## Medalhistas
| Ouro | Prata | Bronze                                                                               |
| Estados Unidos · Hunter Armstrong · Nic Fink · Torri Huske · Claire Curzan · Ryan Murphy* · Lilly King* · Michael Andrew* · Erika Brown* | Austrália · Kaylee McKeown · Zac Stubblety-Cook · Matthew Temple · Shayna Jack · Isaac Cooper* · Matthew Wilson* · Brianna Throssell* · Meg Harris* | Países Baixos · Kira Toussaint · Arno Kamminga · Nyls Korstanje · Marrit Steenbergen |

*Participaram apenas das eliminatórias, mas também receberam medalhas.

## Cronograma
Todos os horários são locais (UTC+2). 
| Data        | Hora  | Evento        |
| ----------- | ----- | ------------- |
| 21 de junho | 10:13 | Eliminatórias |
| 21 de junho | 19:52 | Final         |

## Resultados

### Eliminatórias
Esses foram os resultados das eliminatórias. A prova foi realizada no dia 21 de junho com início às 10:13.
| Pos. | Bateria | Raia | Nacionalidade          | Nadadores | Tempo   | Notas            |
| ---- | ------- | ---- | ---------------------- | --- | ------- | ---------------- |
| 1    | 4       | 3    | Estados Unidos         | Ryan Murphy (52.40) Lilly King (1:06.79) Michael Andrew (50.69) Erika Brown (53.28)                                                 | 3:43.16 | Q                |
| 2    | 3       | 3    | Países Baixos          | Kira Toussaint (1:00.45) Arno Kamminga (58.70) Nyls Korstanje (51.12) Marrit Steenbergen (53.21)                                    | 3:43.48 | Q                |
| 3    | 4       | 4    | Reino Unido            | Medi Harris (1:00.09) James Wilby (58.94) Jacob Peters (51.49) Anna Hopkin (53.12)                                                  | 3:43.64 | Q                |
| 4    | 4       | 5    | Austrália              | Isaac Cooper (53.77) Matthew Wilson (1:00.27) Brianna Throssell (57.51) Meg Harris (53.03)                                          | 3:44.58 | Q                |
| 5    | 3       | 4    | China                  | Xu Jiayu (53.33) Yu Jingyao (1:06.73) Wang Changhao (51.23) Cheng Yujie (53.63)                                                     | 3:44.92 | Q                |
| 6    | 3       | 6    | Japão                  | Ryosuke Irie (53.05) Reona Aoki (1:06.49) Naoki Mizunuma (50.92) Rika Omoto (54.62)                                                 | 3:45.08 | Q                |
| 7    | 3       | 5    | Itália                 | Michele Lamberti (54.40) Arianna Castiglioni (1:05.82) Elena Di Liddo (57.83) Manuel Frigo (48.39)                                  | 3:46.44 | Q                |
| 8    | 4       | 2    | Alemanha               | Ole Braunschweig (53.90) Anna Elendt (1:05.59) Angelina Köhler (58.06) Jan Eric Friese (48.99)                                      | 3:46.54 | Q                |
| 9    | 4       | 7    | Brasil                 | Guilherme Basseto (54.69) João Gomes Júnior (1:00.15) Giovanna Diamante (58.31) Stephanie Balduccini (54.92)                        | 3:48.07 |                  |
| 10   | 4       | 6    | Israel                 | Anastasia Gorbenko (1:00.08) Kristian Pitshugin (1:01.55) Tomer Frankel (51.71) Daria Golovaty (55.05)                              | 3:48.39 |                  |
| 11   | 3       | 7    | Canadá                 | Javier Acevedo (54.80) Rachel Nicol (1:07.28) Katerine Savard (58.57) Yuri Kisil (48.28)                                            | 3:48.93 |                  |
| 12   | 3       | 2    | Grécia                 | Evangelos Makrygiannis (54.38) Konstantinos Meretsolias (1:00.35) Anna Ntountounaki (58.88) Theodora Drakou (55.52)                 | 3:49.13 |                  |
| 13   | 1       | 5    | Hong Kong              | Stephanie Au (1:01.38) Adam Chillingworth (1:02.16) Nicholas Lim (54.27) Camille Cheng (56.47)                                      | 3:54.28 |                  |
| 14   | 2       | 0    | Singapura              | Quah Zheng Wen (55.26) Nicholas Mahabir (1:00.30) Letitia Sim (1:01.88) Amanda Lim (56.99)                                          | 3:54.43 |                  |
| 15   | 4       | 0    | Letônia                | Ģirts Feldbergs (55.65) Daniils Bobrovs (1:02.69) Ieva Maļuka (1:02.29) Gabriela Ņikitina (57.14)                                   | 3:57.77 | Recorde nacional |
| 16   | 2       | 2    | Taipé Chinesa          | Chuang Mu-lun (55.51) Wang Hsing-hao (1:03.33) Hsu An (1:02.65) Huang Mei-chien (56.64)                                             | 3:58.13 | Recorde nacional |
| 17   | 4       | 8    | Eslováquia             | Tamara Potocká (1:04.91) Nikoleta Trníková (1:10.14) Ádám Halás (54.02) Matej Duša (49.60)                                          | 3:58.67 |                  |
| 18   | 3       | 8    | África do Sul          | Olivia Nel (1:03.35) Brenden Crawford (1:01.33) Clayton Jimmie (56.05) Stephanie Houtman (59.92)                                    | 4:00.65 |                  |
| 19   | 1       | 4    | Vietname               | Nguyễn Quang Thuấn (59.87) Phạm Thanh Bảo (1:02.69) Lê Thị Mỹ Thảo (1:03.76) Võ Thị Mỹ Tiên (1:01.21)                               | 4:07.53 |                  |
| 20   | 2       | 1    | Tailândia              | Jinjutha Pholjamjumrus (1:08.22) Dulyawat Kaewsriyong (1:05.69) Navaphat Wongcharoen (54.08) Yarinda Sunthornrangsri (1:01.29)      | 4:09.28 |                  |
| 21   | 2       | 5    | Marrocos               | Lina Khiyara (1:09.19) Imane El Baroudi (1:14.80) Samy Boutouil (54.53) Souhail Hamouchane (52.39)                                  | 4:10.91 |                  |
| 22   | 3       | 0    | Bahamas                | Lamar Taylor (58.58) Izaak Bastian (1:04.72) Zaylie Thompson (1:10.74) Lillian Higgs (1:01.15)                                      | 4:15.19 |                  |
| 23   | 2       | 7    | Mongólia               | Enkh-Amgalangiin Ariuntamir (1:08.56) Zandanbal Gunsennorov (1:08.74) Batbayaryn Enkhkhüslen (1:04.98) Batbayaryn Enkhtamir (53.04) | 4:15.32 |                  |
| 24   | 2       | 4    | Seicheles              | Therese Soukup (1:11.96) Simon Bachmann (1:07.51) Mathieu Bachmann (57.36) Khema Elizabeth (1:02.38)                                | 4:19.21 |                  |
| 25   | 4       | 9    | Angola                 | Salvador Gordo (1:01.39) Maria Freitas (1:19.67) Lia Lima (1:06.72) Henrique Mascarenhas (52.99)                                    | 4:20.77 |                  |
| 26   | 1       | 3    | Marianas Setentrionais | Juhn Tenorio (1:01.77) Maria Batallones (1:24.00) Taiyo Akimaru (1:02.22) Jinie Thompson (1:09.92)                                  | 4:37.91 |                  |
| 27   | 2       | 9    | Guam                   | Benjamin Ko (1:03.63) Keana Santos (1:35.53) Mia Lee (1:12.81) Israel Poppe (55.13)                                                 | 4:47.10 |                  |
| 28   | 1       | 6    | Maldivas               | Aishath Sausan (1:18.58) Mubal Azzam Ibrahim (1:19.87) Mohamed Aan Hussain (1:07.09) Hamna Ahmed (1:12.52)                          | 4:58.06 |                  |
| 29   | 2       | 8    | Coreia do Sul          | Lee Ju-ho (54.40) Choi Dong-yeol (1:00.13) Kim Seo-yeong Jeong So-eun                                                               | DSQ     | DSQ              |
| 29   | 3       | 1    | Lituânia               | Erikas Grigaitis (55.27) Kotryna Teterevkova (1:08.16) Deividas Margevičius Rūta Meilutytė                                          | DSQ     | DSQ              |
| 29   | 4       | 1    | Estónia                | Armin Evert Lelle (55.84) Eneli Jefimova Alex Ahtiainen Aleksa Gold                                                                 | DSQ     | DSQ              |
| 29   | 2       | 3    | Uganda                 | | DNS     | DNS              |
| 29   | 2       | 6    | Tanzânia               | | DNS     | DNS              |
| 29   | 3       | 9    | Peru                   | | DNS     | DNS              |

### Final
A final foi realizada em 21 de junho às 19:52.
| Pos.              | Raia | Nacionalidade  | Nadadores                                                                                        | Tempo   | Notas |
| ----------------- | ---- | -------------- | ------------------------------------------------------------------------------------------------ | ------- | ----- |
| Medalha de ouro   | 4    | Estados Unidos | Hunter Armstrong (52.14) Nic Fink (57.86) Torri Huske (56.17) Claire Curzan (52.62)              | 3:38.79 |       |
| Medalha de prata  | 6    | Austrália      | Kaylee McKeown (58.66) Zac Stubblety-Cook (58.92) Matthew Temple (50.84) Shayna Jack (52.92)     | 3:41.34 |       |
| Medalha de bronze | 5    | Países Baixos  | Kira Toussaint (59.72) Arno Kamminga (58.28) Nyls Korstanje (50.99) Marrit Steenbergen (52.55)   | 3:41.54 |       |
| 4                 | 3    | Reino Unido    | Medi Harris (59.51) James Wilby (58.49) James Guy (50.95) Freya Anderson (52.70)                 | 3:41.65 |       |
| 5                 | 1    | Itália         | Thomas Ceccon (52.26) Nicolò Martinenghi (57.93) Elena Di Liddo (57.72) Silvia Di Pietro (53.76) | 3:41.67 |       |
| 6                 | 2    | China          | Xu Jiayu (52.90) Yan Zibei (59.25) Zhang Yufei (57.74) Cheng Yujie (53.66)                       | 3:43.55 |       |
| 7                 | 7    | Japão          | Ryosuke Irie (52.97) Reona Aoki (1:07.10) Naoki Mizunuma (50.89) Rika Omoto (54.32)              | 3:45.28 |       |
| 8                 | 8    | Alemanha       | Ole Braunschweig (54.08) Anna Elendt (1:05.83) Angelina Köhler (58.39) Rafael Miroslaw (48.34)   | 3:46.64 |       |

Legenda
| Recorde mundial       | Recorde mundial (World record)               |                       | Recorde africano                      | Recorde africano (African) |                                           | Q | Classificado por posição (Qualified) |
| Recorde do campeonato | Recorde do campeonato (Championship record)  | Recorde da América    | Recorde da América (Americas)         | q                          | Classificado por melhor tempo (Qualified) |   |                                      |
| Melhor marca do ano   | Melhor marca do ano (World leading)          | Recorde asiático      | Recorde asiático (Asian)              | DNS                        | Não largou (Did not start)                |   |                                      |
| Recorde nacional      | Recorde nacional (National record)           | Recorde europeu       | Recorde europeu (European)            | DNF                        | Não terminou (Did not finish)             |   |                                      |
| Recorde pessoal       | Recorde pessoal do atleta (Personal best)    | Recorde da Oceania    | Recorde da Oceania (Oceania)          | DSQ / DQ                   | Desclassificado (Disqualified)            |   |                                      |
| Recorde da temporada  | Recorde da temporada do atleta (Season best) | Recorde sul-americano | Recorde sul-americano (South America) | NM                         | Sem marca (No mark)                       |   |                                      |